# Гридасовский сельсовет
Гридасовский сельсовет — сельское поселение в Обоянском районе Курской области Российской Федерации.
Административный центр — село Гридасово.

## История
Статус и границы сельского поселения установлены Законом Курской области от 21 октября 2004 года № 48-ЗКО «О муниципальных образованиях Курской области»

## Население
| 2002 | 2010 | 2012 | 2013 | 2014 | 2015 | 2016 |
| ---- | ---- | ---- | ---- | ---- | ---- | ---- |
| 806  | ↘663 | ↘628 | ↘615 | ↗633 | ↘623 | ↗646 |
| 2017 | 2018 | 2019 | 2020 | 2021 |      |      |
| ↘629 | ↗633 | ↘602 | ↘598 | ↗664 |      |      |

## Состав сельского поселения
| № | Населённый пункт | Тип населённого пункта       | Население |
| - | ---------------- | ---------------------------- | --------- |
| 1 | Гридасово        | село, административный центр | ↘255      |
| 2 | Луневка          | деревня                      | ↘97       |
| 3 | Садовая Роща     | хутор                        | ↘69       |
| 4 | Чекмаревка       | село                         | ↘242      |